# Шапошник Анатолій Олегович
Анато́лій Оле́гович Ша́пошник — сержант, військовослужбовець Збройних Сил України, учасник російсько-української війни.

## Життєпис
Народився 26 вересня 1982 року в м. Бердянську Запорізької області.
Сержант, проходив військову службу в підрозділі 204 БрТА.
Згідно з повідомленням міського голови м. Луцька, загинув 21 березня 2022 року під час ракетного обстрілу противником м. Краматорська на Донеччині.

## Нагороди
- орден «За мужність» III ступеня (2022, посмертно) — За особисту мужність і самовіддані дії, виявлені у захисті державного суверенітету та територіальної цілісності України, вірність військовій присязі[2].